# Torres Belgacom
La Torre Belgacom (en francés: Tours Belgacom; en neerlandés:  Belgacom-torens) son dos rascacielos gemelos en la calle rey Alberto II en el barrio norte del distrito central de negocios de Bruselas, la capital de Bélgica. Los edificios toman su nombre de la empresa de telecomunicaciones Belgacom. Se encuentran entre los edificios más altos de Bélgica. Las torres tienes ambas 102 metros de altura hasta el techo, y la Torre 1 tiene un chapitel alcanzando los 134 metros de alto con una bandera de Bélgica montada en la parte superior. Las dos torres están unidas por una ruta aérea larga y de vidrio de 30 m entre las plantas 25 y 26 de cada edificio. 